# Свічковий обігрівач

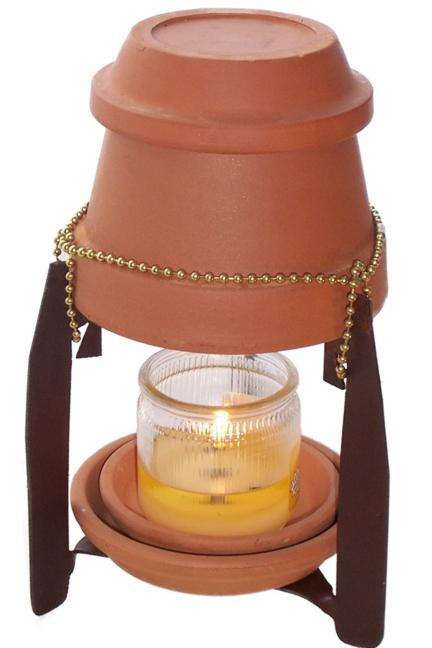
Фабричний обігрівач

Свічковий обігрівач — імпровізований обігрівач у вигляді свічки що накрита трьома послідовно з'єднаними керамічними глечиками, з повітряною подушкою між ними.

## Вступ
Винайшов свічний обігрівач громадянин США Дойл Досс, на думку винахідника такий обігрівач корисний при відключеннях електрики. Свічковий обігрівач здатен підвищити температуру у кімнаті площею до 20 кв. метрів приблизно на кілька градусів — це небагато, але наприклад можна поставити декілька таких пристроїв. Такі обігрівачі набули популярності в 2022 році під час пізно осінньої і зимової стадії Російського вторгнення в Україну.
Перевагами цього обігрівача є дешевизна і практичність, особливо в умовах енергетичного дефіциту.
Коли свічка просто горить у кімнаті, вона дає дуже мало тепла. Адже гаряче повітря від свічки швидко йде вгору, після чого виходить з кімнати через вентиляційний отвір. Якщо створити над вогнем своєрідний ковпак з трьох горщиків, він  буде накопичувати енергію.
Горщик по суті перетворюється на радіатор. Він накопичує тепло, а потім передає його до кімнати. Секрет такого обігрівача виявляється в тому, що він просто ловить тепло від свічки та використовує його максимально ефективно
.
Свічний обігрівач може використовуватися для обігріву теплиць.

## Виготовлення та використання
Свічковий обігрівач може мати різну конструкцію, але традиційною його конструкцією є зразок на основі стрижня і трьох глечиків. Для виготовлення свічкового обігрівача знадобляться три глиняних горщики (або керамічні) різного діаметру, свічки (можна маленької товщини), стрижень з металу, гайки та гвинти.
Для виготовлення обігрівача необхідно взяти три квіткових горщики різного діаметру та з'єднати їх великими гвинтами з металу, між якими встановити гайки. Таким чином буде отримана ємність висотою приблизно 25 см і шириною в межах 20 см.
Потім під горщиками треба розташувати підставку, для свічки (наприклад підставка із цегли). Пам'ятайте, що між горщиками та свічкою повинен бути простір, а також доступ повітря.
Річ в тому, що горщики для квітів над полум'ям свічки досить сильно нагріваються та розповсюджують тепло. Для того, щоб квітковий обігрівач помітно нагрівав кімнату, необхідно запалити свічку (або свічки) та почекати кілька хвилин, поки із горщика випарується зайва волога, після цього часу обігрівач запрацює на повну потужність.